# Melinda Gebbie
Melinda Gebbie – amerykańska rysowniczka komiksów. Autorka komiksów: Frescsa Zizis (rok 1977), Cobweb (mini-seria do scenariusza Alana Moore'a, lata 1999–2002) oraz Zagubione dziewczęta (ang. Lost Girls) (wraz z Alanem Moore'em, rok 2006). Publikowała w antologiach: Wimmen's Comix, Tits & Clits Comix, Wet Satin oraz Anarchy Comics.
Największym i najważniejszym dziełem artystki jest komiks Zagubione dziewczęta. (wydanie polskie: Mroja Press, rok 2012), nad którym pracowała wraz z Alanem Moore'em od początku lat dziewięćdziesiątych. To historia (320 stron) o seksualnych przygodach trzech postaci zaczerpniętych z literatury dla dzieci i młodzieży: Alicji z Alicji w Krainie Czarów, Dorotki z Czarnoksiężnika z Krainy Oz oraz Wendy z Piotrusia Pana.
W roku 2012 artystka odwiedziła Polskę, była gościem specjalnym na Międzynarodowym Festiwalu Komiksu i Gier w Łodzi.

## Życie prywatne
Od roku 2007 Melinda Gebbie jest żoną Alana Moore'a.